# Abşeron (raion)
Pour les articles homonymes, voir Abşeron.
 (novembre 2024).

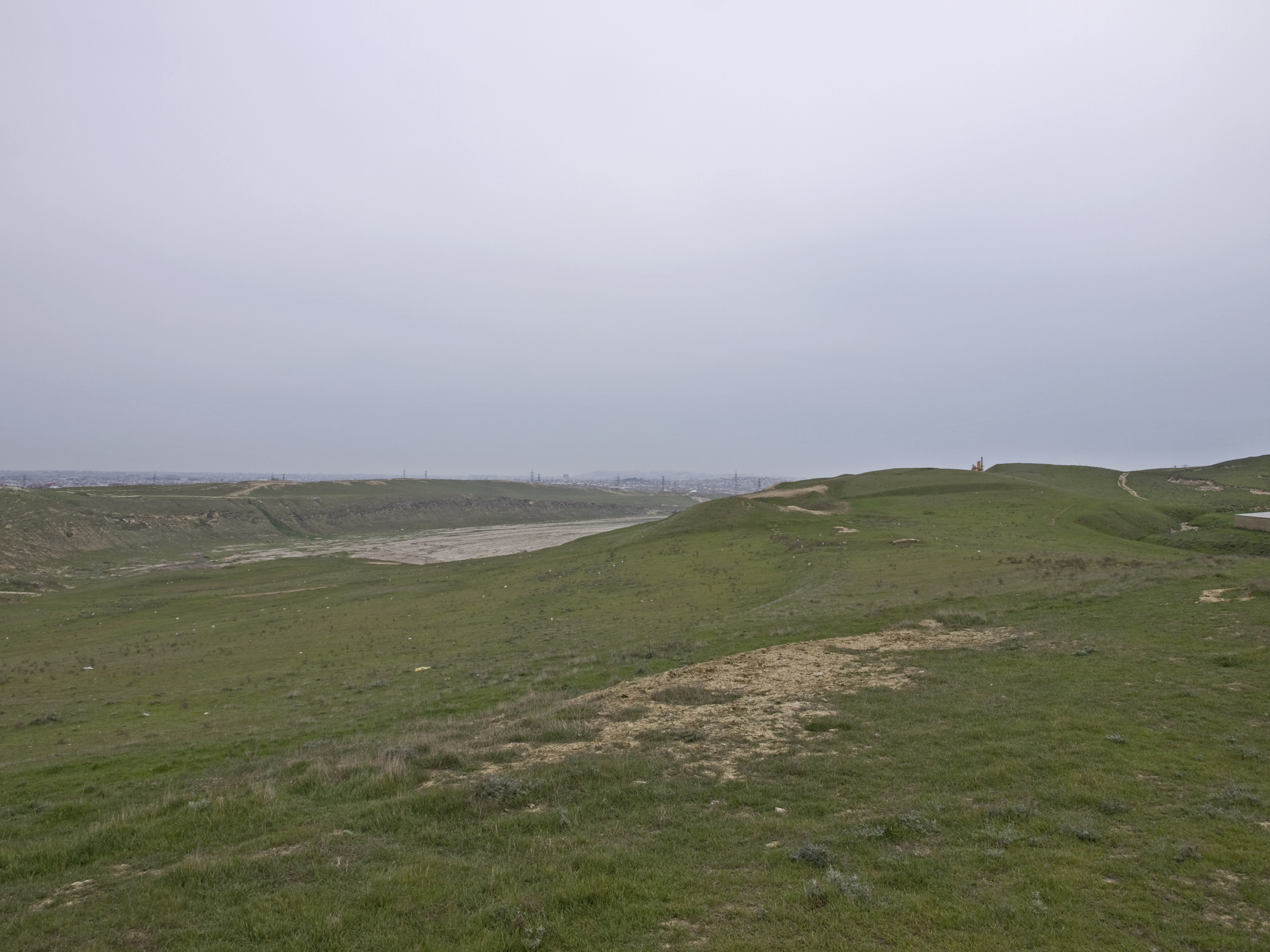

Abşeron (parfois écrit Apchéron ou Absheron, en azéri : Abşeron rayonu) est un raion d'Azerbaïdjan dont le chef-lieu est Xırdalan. Il fait partie de la région économique d'Apchéron-Khizi. La population s'élevait à 210 000 habitants en 2018.

## Géographie

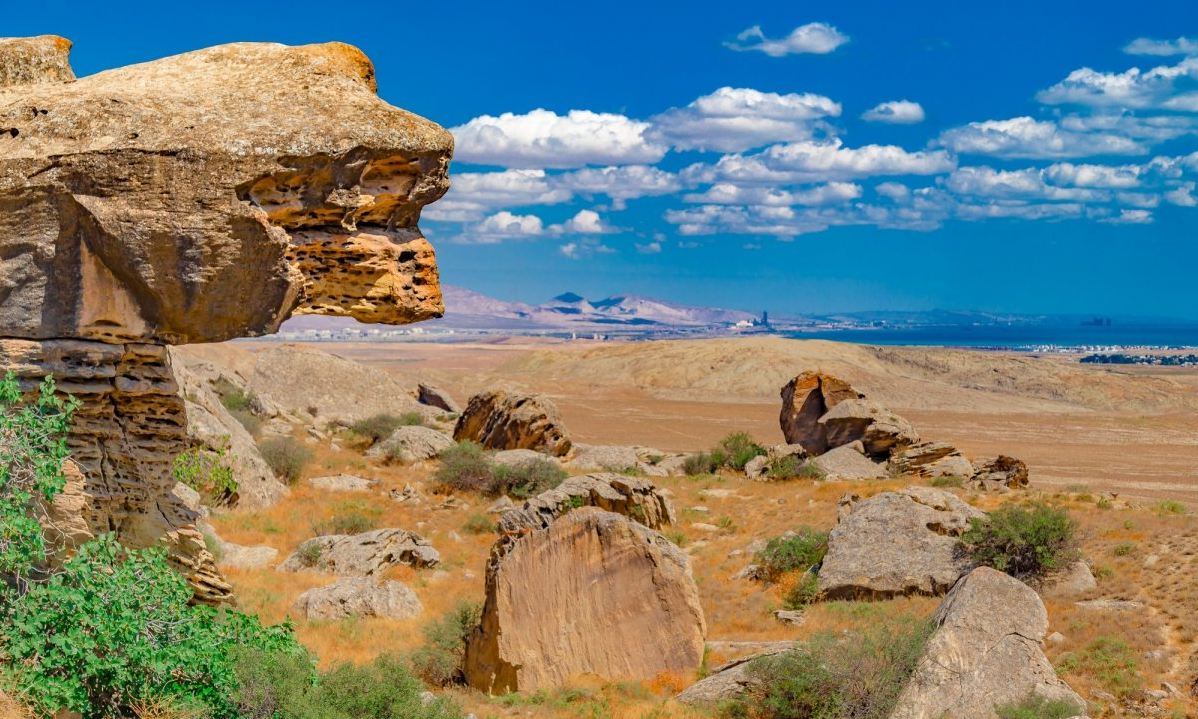
La réserve naturelle de Gobustan dans l'Abşeron. Mai 2022.

Le raion s'étend sur 1 360 km2 partiellement sur la péninsule d'Abşeron et partiellement à l'intérieur des terres. Il est limitrophe de la ville de Bakou à l'est.

### Subdivisions
Le raion comprend une ville, neuf communes (qəsəbə) et six villages (kənd).

#### Ville
- Xırdalan

#### Communes
- Aşağı Güzdək
- Ceyranbatan
- Digah
- Güzdək
- Hökməli
- Mehdiabad
- Pirəkəşkül
- Qobu
- Saray

#### Villages
- Goradil
- Fatmayı
- Masazır
- Məmmədli
- Novxanı
- Nubar

## Histoire
Le district d'Abcheron est créé le 4 janvier 1963 par le gouvernement soviétique Il existe beaucoup de monuments historiques sur le territoire d'Abcheron. Par exemple, il y a des outils agricoles du XIXe siècle dans le village d'Aşagı Guzdak. Dans le village de Goradile, il y a la mosquée Abdurrahman datant du XIXe siècle qui a été construite par le villageois Hadji Gourban, les mosquées du XVIIIe siècle à Mammadli construites par la famille Garadaglilar, la mosquée-madrasa construite au XIXe siècle par Hadji Safarali à Novkhani, la mosquée Albattin à Fatmai qui remonte au XVIIIe siècle, etc. ,

## Économie
L'économie repose principalement sur la production agricole qui se développe dans deux directions, tant la culture des plantes, avec le maraîchage et l'oléiculture, que dans l'élevage.